# المسيحية والعنف

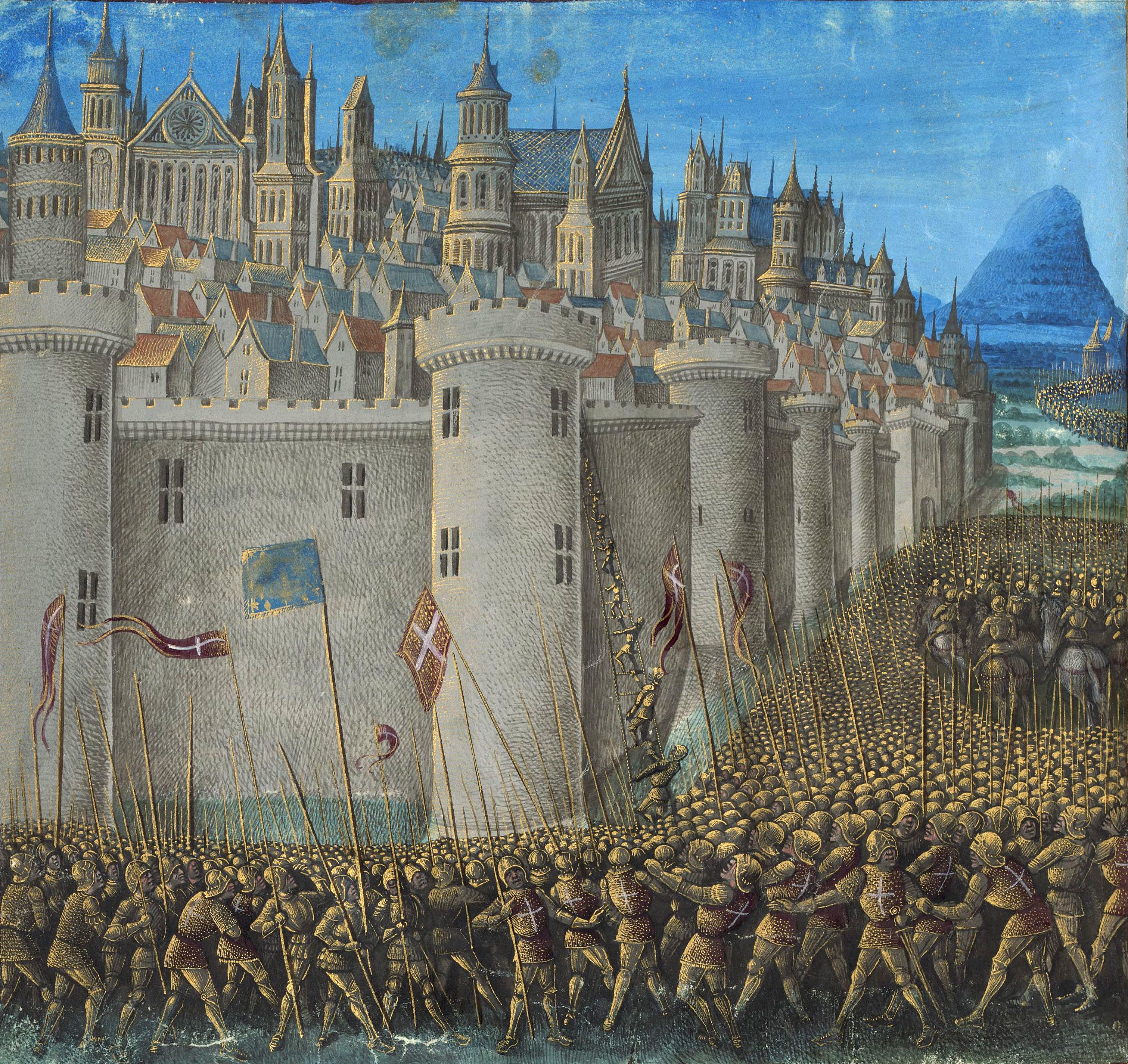
حصار أنطاكية خلال الحملة الصليبية الأولى، تعتبر الحملات الصليبية أبرز الأمثلة على العنف المسيحي.

المسيحية والعنف، مارست بعض المؤسسات المسيحية والأفراد المسيحيين العنف، وحاولوا تبرير أنفسهم من خلال الكتابات المسيحية.
إن العلاقة بين المسيحية والعنف، هو موضع جدل، لأن بعض المسيحيين، استخدموا أو فسروا التعاليم المسيحية لتبرير العنف، في حين استخدم مسيحيون آخرون التعاليم المسيحية، لتعزيز السلام والمحبة والرحمة.

## العنف في المسيحية
تطرق النقاد إلى علاقة المسيحية والعنف، إذ بالرغم من أن تعاليم يسوع تدعو إلى السلام والمحبة والرحمة، فقد استخدمت أحيانًا هذه التعاليم لتبرير استخدام العنف. يحدد كل من هيتمان وهاجان بان محاكم التفتيش، الحروب الصليبية، والحروب الدينية ومعاداة السامية بأنها «من بين الأمثلة الأكثر شهرة للعنف المسيحي». وتضع التقديرات عدد الضحايا الذين قضوا في الحروب الصليبية بين مليون إلى حوالي 3 ملايين شخص، في حين يصل عدد ضحايا محاكم التفتيش حوالي 3,000 شخص. حيث وعلى الرغم من أنه حتى سنة 1834 فقد وجهت محاكم التفتيش التهم إلى حوالي 150,000 شخص الا أنّ حالات الإعدام لم تتجاوز 3,000 حالة منذ تأسس محاكم التفتيش الإسبانية حتى إلغاؤها. في حين يتراوح عدد ضحايا الحروب الدينية في أوروبا بحسب التقديرات المختلفة بين 3 مليون، إلى 11.5 مليون. ويصل عدد ضحايا مطاردة الساحرات بين 40,000 إلى 60,000.
يقترح ج. ديني ويفري الأستاذ الفخري للدين في جامعة بلافتون، أنَّ هناك العديد من الآراء المتطورة حول العنف واللاعنف عبر تاريخ اللاهوت المسيحي. وفقاً لوجهة نظر العديد من المؤرخين، فإن التحول في القسطنطينية حوّل المسيحية من ديانة المُضطَهَدين إلى المضطَهدِين عبر مراحل معينة من التاريخ. وحدّد ميروسلاف فولف تدخل «الخليقة الجديدة»، كما في المجيء الثاني، باعتبارها جانباً خاصاً من المسيحية والذي قد يُولد العنف. يقول فولف عن هذة الأخيرة: «ابتداءً من اهتداء قسطنطين إلى المسيحيَّة على الأقل، ارتكب أتباع المصلوب أعمال عنف شنيعة تحت علامة الصليب. وعلى مر القرون، كانت مواسم الصوم الكبير وأسبوع الآلام بالنسبة لليهود أوقات الخوف وذُعر. ويربط المسلمون أيضاً الصليب بالعنف؛ حيث نُفذت هيجان الصليبيين تحت علامة الصليب».
فسر البعض العبارة المنسوبة إلى يسوع «مَا جِئْتُ لأُلْقِيَ سَلاَمًا بَلْ سَيْفًا» على أنها دعوة للمسيحيين لحمل السلاح. ويُجادل مارك يورجنسمير بأنه «على الرغم من مبادئ المسيحيَّة الأساسيَّة المتمثلة في الحب والسلام، فإن المسيحية - مثل معظم الديانات التقليدية الأخرى - كان لها دائماً جانب عنيف. وقد قدم التاريخ الدموي للتقليد صوراً مزعجة، كما تم تصوير الصراع العنيف بشكل واضح في الكتاب المقدس. قُدّم هذا التاريخ والصور الكتابية كمادة للتبرير اللاهوتي لعنف بعض الجماعات المسيحية المعاصرة. على سبيل المثال، تم النظر إلى الهجمات على عيادات الإجهاض ليس فقط على أنها اعتداءات على ممارسة يعتبرها المسيحيون غير أخلاقية، ولكن أيضاً مناوشات في مواجهة كبرى بين قوى الشر والخير التي لها آثار اجتماعية وسياسية»،:19–20 والتي يُشار إليها أحياناً بالحرب الروحية.
استخدُمَ الحكم بموجب القانون الأعلى لتبرير العنف من قبل بعض المسيحيين. تاريخياً، وفقًا لرينيه جيرار، تبنّى العديد من المسيحيين العنف عندما أصبحت المسيحية دين الدولة للإمبراطورية الرومانية: «بدءًا من القسطنطينية، انتصرت المسيحية على مستوى الدولة وسرعان ما بدأت تتستر بسلطتها على الاضطهادات المشابهة لتلك التي كان المسيحيون الأوائل ضحايا لها».

### محاكم التفتيش

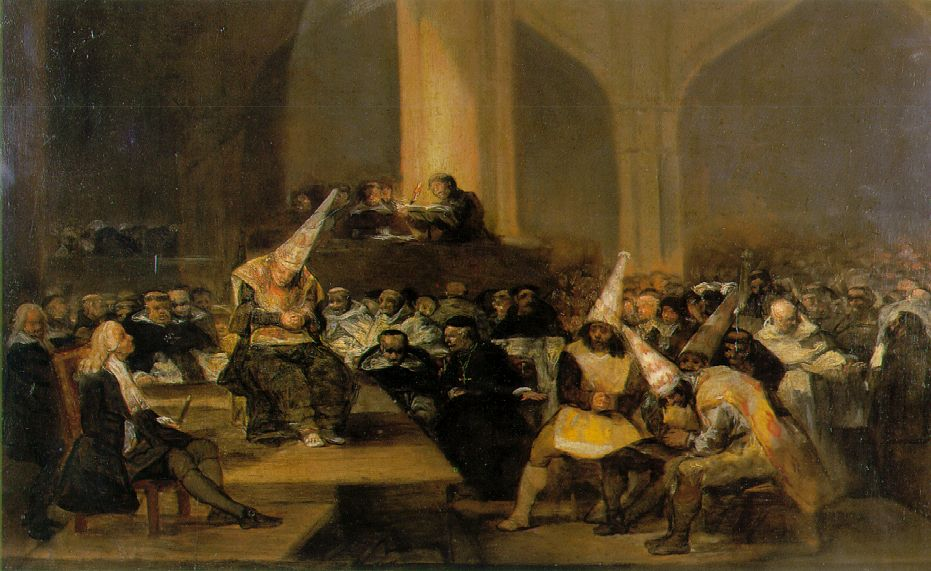
لوحة لمشهد من محاكم التفتيش؛ بريشة فرانثيسكو غويا.

محاكم التفتيش هي مجموعة من المؤسسات داخل النظام القضائي للكنيسة الكاثوليكية التي هدفت إلى مكافحة الهرطقة، وغالباً ما يتم الاستشهاد بمحاكم التفتيش الإسبانية في الأدب والتاريخ الشعبيين كمثال على التعصب الكاثوليكي والقمع. على الرغم من ذلك؛ يميل المؤرخين المعاصرين للتشكيك في نظرية العنف المبالغ فيه بشأن محاكم التفتيش الإسبانية. على سبيل المثال يؤكد المؤرخ هنري كامن أن «أسطورة» جنون التعذيب التي قامت بها محاكم التفتيش التعذيب هي إلى حد كبير من اختراع الكتّاب البروتستانت في القرن التاسع عشر كحملة أجندة لتشويه سمعة البابوية. وتشير التقديرات إلى أن العدد الإجمالي للأشخاص الذين تمت محاكمتهم من قبل محاكم التفتيش على مدار تاريخها حوالي 150,000 شخص متهمين بالهرطقة أو بفساد المعتقد الديني (كاعتناق البروتستانتية وممارسة السحر والشعوذة والتجديف) أو قضايا أخلاقية (مثل المثلية الجنسية أو الزنا). الا أنّ حالات الإعدام لم تتجاوز 3,000 حالة بين عام 1560 إلى عام 1700 أي حوالي 2% من مجمل المحاكمات. ومن المرجح أن ما بين 3,000 إلى 5,000 شخص قد تم إعدامهم. بالمقابل تم إعدام حوالي 50 شخصًا من قبل محاكم التفتيش المكسيكية. وشمل في هذا المجموع 29 شخصًا أُعدموا كـ«يهودا» بين عام 1571 إلى عام 1700 من أصل 324 شخص تمت محاكمتهم بسبب ممارستهم للدين اليهودي.
كانت أهداف محاكم التفتيش البرتغالية الرئيسية هي أولئك الذين تحولوا من اليهودية إلى الكاثوليكية، والمعروفين أيضًا باسم المسيحيين الجدد أو المارانوس، حيث أشتبه في ممارستهم لممارسة اليهودية سراً. وكثير من هؤلاء كانوا في الأصل يهود سفارديم، والذين غادروا إسبانيا إلى البرتغال. تشير التقديرات إلى أن العدد الإجمالي للأشخاص الذين تمت محاكمتهم من قبل محاكم التفتيش البرتغالية على مدار تاريخها حوالي 40,000 شخص، الا أنّ حالات الإعدام لم تتجاوز 1,183 حالة بين عام 1536 إلى عام 1821 أي حوالي 3.7% من مجمل المحاكمات.
ديوان التحقيق الروماني ويعرف أيضًا في المصادر العربية باسم محاكم التفتيش الرومانية، هو نظام من المحاكم أنشأه الكرسي الرسولي للكنيسة الكاثوليكية في النصف الثاني من القرن السادس عشر الميلادي، بهدف اضطهاد الأشخاص المتهمين بالهرطقة وبفساد المعتقد الديني (كاعتناق البروتستانتية وممارسة السحر والشعوذة والتجديف) إلى جانب الرقابة على الأدبيات المطبوعة، وقد كان ديوان التحقيق الروماني واحدًا من ثلاثة دواوين تحقيق مسيحية نشأت في عصر ما بعد محاكم التفتيش القروسطية، جنبًا إلى جنب مع ديوان التحقيق الإسباني وديوان التحقيق البرتغالي. وتشير التقديرات إلى أن العدد الإجمالي للأشخاص الذين تمت محاكمتهم من قبل محاكم التفتيش البرتغالية على مدار تاريخها حوالي 51,000 إلى 75,000 شخص، الا أنّ حالات الإعدام لم تتجاوز 1,250 حالة.

### العنف ضد اليهود

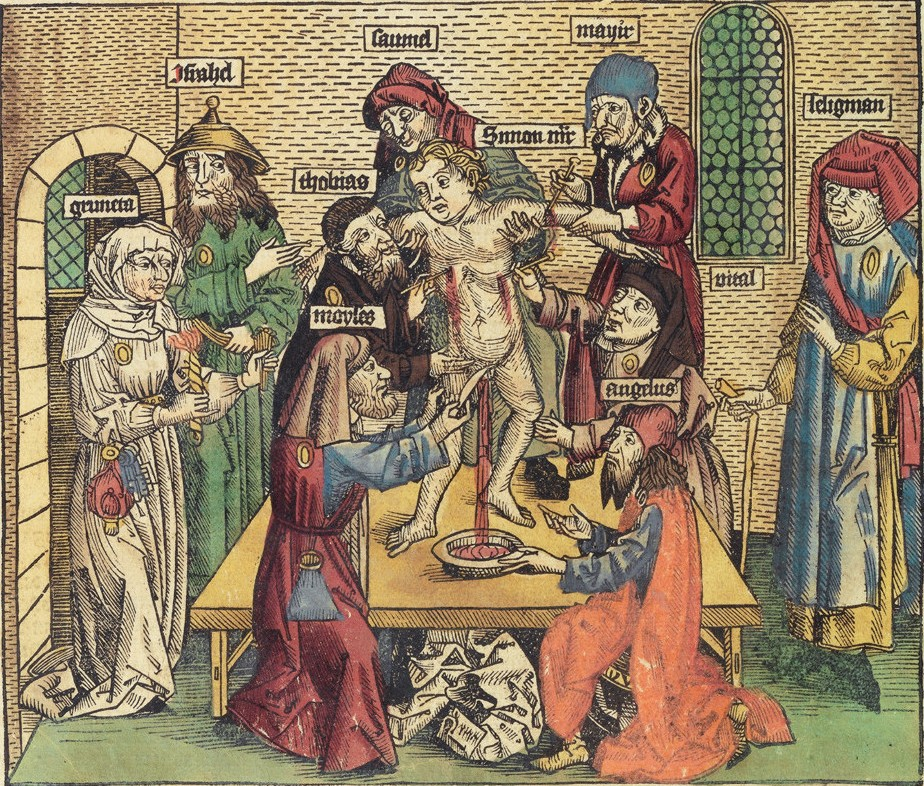
رسم يبين عملية قتل سيمونينو الترينتي من قبل اليهود، تم اتهام اليهود في أوروبا المسيحية أحيانًا بفرية الدم مما أجج أجواء معاداة السامية.

العلاقة بين الديانة اليهودية والمسيحية معقدة ومتشعبة، فالمسيحية نشأت وأخذت مفاهيمها الأولية من بيئة يهودية صرفة؛ وإتسمت العلاقة الإنسانية بين الطرفين بالتقلب؛ تعود أصول معاداة السامية في المسيحية إلى اتهام اليهود بصلب يسوع واضطهاد تلاميذه في القرون المسيحية الأولى مستندين بذلك على قول اليهود أثناء محاكمة يسوع: «دمه علينا وعلى أولادنا». وتطورت البلاغة المسيحية والكراهية تجاه اليهود في السنوات الأولى للمسيحية وتم تعزيزها من خلال الاعتقاد بأن اليهود قد قتلوا يسوع وازدادت إجراءات معادية لليهود على مدى القرون التالية. تضمنت الإجراءات التي اتخذها المسيحيون ضد اليهود أعمال النبذ والإذلال والعنف والقتل.:21:169
وقد عززت معاداة السامية في الثقافة المسيحية من خلال العديد من العوامل بما في ذلك الاختلافات اللاهوتية، والمنافسة بين الكنيسة والكنيس، والحركات المسيحية لتنصير اليهود، والتي كانت مدفوعة من الإرسالية الكبرى، وسوء فهم المعتقدات والممارسات اليهودية، والعداء اليهودي المتصوَّر تجاه المسيحيين. وقد تعززت هذه المواقف في الوعظ المسيحي والفن والتعليم الشعبي لمدة ألفي سنة، والتي كانت تحتوي ازدراءً لليهود، وكذلك القوانين التي صُمّمت لإذلال اليهود ووصمهم.
يشير مصطلح المصالحة المسيحية اليهودية إلى الجهود التي تبذل لتحسين التفاهم والقبول من قبل المسيحيين تجاه الشعب اليهودي والديانة اليهودية والقضاء على معاداة السامية ومعاداة اليهودية بين المسيحيين. وقد أحرز تقدم كبير في المصالحة في السنوات الأخيرة، ولا سيما من قبل الكنيسة الكاثوليكية، ومن قبل الجماعات المسيحية الأخرى أيضًا. وجهت الكنيسة الكاثوليكية في القرن العشرين اعتذارًا عن مآسي اليهود التي حصلت بسببها أو «بسبب تقصيرها في حمايتهم»، ثم تكاثرت التصريحات، على سبيل المثال تصريح يوحنا بولس الثاني عام 1986، الذي يعتبر جزءًا من التعليم المسيحي للكنيسة الكاثوليكية: «بالنسبة إلينا، ليست الديانة اليهودية ديانة خارجية، بل إنها تنتمي إلى قلب ديانتنا، وعلاقتنا بالديانة اليهودية مختلفة عن علاقتنا بأي دين آخر. أنتم إخوتنا الأحباء ونستطيع القول ما معناه، أنتم إخوتنا الكبار».

### الإرهاب
بعض المجموعات أو الأفراد قاموا بأعمال إرهابية حيث برروا أفعالهم للمسيحية. كما هو الحال مع غيره من أشكال الإرهاب الديني، اعتمد الإرهابيون المسيحيون على التفسيرات الفقهية أو الحرفية لتعاليم الإيمان (الكتاب المقدس في هذه الحالة). وقد استخدمت هذه الجماعات كتب العهد القديم والعهد الجديد لتبرير العنف والقتل أو السعي إلى تحقيق «أوقات النهاية» الموصوفة في العهد الجديد، بينما يسعى البعض الآخر لتحقيق ثيقراطية مسيحية.

## معارضة العنف
من الجهة الأخرى يقول عدد من المؤرخين أنه تاريخيًا امتلكت المسيحية تقليدًا طويلاً مع معارضة العنف، لعلّ كتابات آباء الكنيسة أبرز تجلياته، فكتب أوريجانوس: «لا يمكن أبدا أن يذبح المسيحيين أعدائهم، حتى لو كان أكثر الملوك والحكام والشعوب اضطهادًا لهم، وكان ذلك سببًا لزيادة في عدد وقوة المسيحيين». وكتب إكليمندس الإسكندري: «قبل كل شيء، لا يسمح للمسيحيين في استعمال العنف». كما جادل ترتليان بقوة ضد كل أشكال العنف، معتبرًا الإجهاض والحرب والعقوبات القضائية حتى الموت شكل من أشكال القتل. وتعتبر هذه المواقف لثلاثة من آباء الكنيسة والتي تتمسك بها اليوم كل من الكنيسة الكاثوليكية، والأرثوذكسية. وقد نشأت في الوقت الحاضر عدة كنائس مسيحية دعيت باسم كنائس اللاعنف، وتدعو إلى الاعتراض الضميري على الخدمة العسكرية، جزء أساسي من الإيمان. كما وقد نشأت في الوقت الحاضر عدة كنائس مسيحية دعيت باسم كنائس اللاعنف، وتدعو إلى الاعتراض الضميري على الخدمة العسكرية، جزء أساسي من الإيمان.
وصف المؤرخ رولاند بينتون الكنيسة المبكرة بأنها داعية للسلام وهي فترة انتهت بانضمام قسطنطين العظيم. في القرون المبكرة من المسيحية، رفض العديد من المسيحيين المشاركة في الخدمة العسكرية. في الواقع، كان هناك عدد من الأمثلة المشهورة للجنود الذين أصبحوا مسيحيين ورفضوا الدخول في معركة بعد ذلك. وقد تم إعدامهم بعد ذلك بسبب رفضهم القتال. إن الالتزام بالتسوية السلمية ورفض الخدمة العسكرية ينسب من قبل مارك ج. آلمان، الأستاذ في قسم الدراسات الدينية واللاهوتية في كلية ميريماك، إلى مبدأين: «(1) استخدام القوة (العنف) كان ينظر إليها على أنها مناقضة لتعاليم يسوع والخدمة في الجيش الروماني المطلوب عبادة الإمبراطور كإله الذي كان شكلا من أشكال عبادة الأصنام». واستمرت التقاليد المسيحية المقاومة للعنف في العصر الحديث. وتأسست العديد من الكنائس والمجتمعات المسيحية السلميَّة والتي تعتمد الدعوة المسيحية السلمية وهي نظرة لاهوتية وأخلاقية مسيحية على العنف الغير المتوافقة مع الإيمان المسيحي.
في القرن العشرين تبنّى مارتن لوثر كنغ أفكار غاندي اللاعنفية وكيفها في لاهوت الكنيسة المعمدانية وسياستها، كما برزت العديد من الجمعيات والحركات المسيحيّة النسويّة في مجال مناهضة العنف ضد المرأة.